# 安泰
| ウィキペディアには「安泰」という見出しの百科事典記事はありません（タイトルに「安泰」を含むページの一覧/「安泰」で始まるページの一覧）。 代わりにウィクショナリーのページ「安泰」が役に立つかもしれません。 |